# Staatshaftungsgesetz (Deutschland)
Das Staatshaftungsgesetz regelte vom 1. Januar 1982 bis zum 18. Oktober 1982 die Haftung für rechtswidriges Verhalten der öffentlichen Gewalt in der Bundesrepublik Deutschland. Am 19. Oktober 1982 wurde es vom Bundesverfassungsgericht für nichtig erklärt.

## Ausgangssituation und Problem
Das bundesdeutsche Staatshaftungsrecht war – anders als etwa das Staatshaftungsrecht der DDR – nicht kodifiziert. Am 12. Februar 1981 (damals regierte eine SPD-FDP-Koalition unter Bundeskanzler Helmut Schmidt) verabschiedete der Deutsche Bundestag ein Gesetz, das in 20 Paragraphen das Staatshaftungsrecht regelte und in weiteren 18 Paragraphen Änderungen an anderen Rechtsvorschriften vornahm und Übergangsregelungen enthielt. Der Bundesrat stimmte dem Gesetz am 13. März 1981 nicht zu. Er vertrat den Standpunkt, es fehle dem Bund an der erforderlichen Gesetzgebungskompetenz. Bundespräsident Karl Carstens äußerte ebenfalls verfassungsrechtliche Bedenken; dennoch unterzeichnete er das Gesetz am 26. Juli 1981.
Am 19. Oktober 1982 entschied das Bundesverfassungsgericht in einem Verfahren abstrakter Normenkontrolle, dass das Gesetz mit Art. 70 GG unvereinbar und daher aus formalen Gründen nichtig sei: Der Bund sei mangels Gesetzgebungskompetenz nicht befugt gewesen, ein Staatshaftungsgesetz für Bund, Länder und Gemeinden zu erlassen.

## Aktuelle Situation
Eine Kodifikation des Staatshaftungsrechts fehlt bis heute. Zwar war 1994 im Rahmen der Verfassungsreform eine konkurrierende Gesetzgebungskompetenz des Bundes für das Staatshaftungsrecht geschaffen worden, doch wurde kein solches Gesetz verabschiedet. Im Jahr 2004 antwortete die Bundesregierung auf eine Kleine Anfrage, dass keine Notwendigkeit für die Schaffung eines Staatshaftungsgesetzes bestehe.
Sowohl der Koalitionsvertrag der 17. Wahlperiode (2009) als auch der 18. Wahlperiode (2013) des Bundestages enthalten das Ziel einer Kodifizierung des Staatshaftungsrechts durch Bundesgesetz.
Der Präsident des Bundesverwaltungsgerichts, Klaus Rennert, forderte 2016 den Erlass eines Staatshaftungsgesetzes, das „modernen Ansprüchen“ genüge. Um widersprüchliche Gerichtsentscheidungen zu vermeiden, sollten die Verwaltungsgerichte sowohl für den Rechtsschutz gegen schädigende staatliche Maßnahmen zuständig sein als auch für Staatshaftungsansprüche.